# Пуейредон
Пуейредон (на испански: Pueyrredón; в Аржентина), Кочране (на испански: Cochrane; в Чили) е езеро в Патагонските Анди, разположено на границата между Аржентина (провинция Санта Крус и Чили (област Айсен. И двете му имена са международно признати. Площта му е 325 km², дължината 68 km, ширината до 8 km, обемът 33,09 km³, а максималната дълбочина 460 m.
Езерото е с ледников произход и е разположено на 153 m н.в., в Патагонските Анди между планинските масиви Себальос (2748 m) на север и Сан Лоренсо (3700 m) на юг. Има форма на обърната наляво и наклонена надолу буква „Г“. Дължината на бреговата му линия е 239 km и е сравнително слабо разчленена. Югоизточната му част е обособена в по-малкото езеро Посадас (намира се на същата надморска височина). Площта на водосборният му басейн е 2570 km². В него се вливат предимно малки реки и потоци, като по-значимите са Платен и Тарде (в езерото Посадас). От западния му ъгъл, на чилийска територия изтича река Кочране (17,7 km), която е ляв приток на река Бейкър, вливаща се в едноименния залив на Тихия океан. Езерото е предпочитана туристическа дестинация поради живописната и чиста природа. Богато е на риба